# José Gómez Tortosa
José Gómez Tortosa (1850-post. 1917) fue un político y abogado español, alcalde de Granada a finales del siglo XIX y comienzos del XX.

## Biografía
Nacido en 1850 en Granada, estudió la carrera de Derecho en su ciudad natal. Se licenció en 1870, año en que empezó a ejercer la abogacía, oficio que desempeñó hasta 1879, cuando se hizo procurador. Afiliado siempre al partido conservador, primero siguió la estela de Rodríguez Bolívar y más adelante a Rodríguez-Acosta. En 1874 fue nombrado diputado provincial y, disuelta aquella Asamblea, repitió el cargo.
En 1884 fue elegido concejal, por el distrito del Sagrario-Magdalena, y diputado provincial, por el distrito de Albuñol Ugíjar. Fue nombrado jefe superior honorario de Administración, por real decreto de 27 de octubre de 1885. En 1888 fue nuevamente elegido diputado provincial, esta vez por el distrito del Campillo-Salvador, ocupando la vicepresidencia de la Comisión provincial el 8 de enero de 1891. Posteriormente fue elegido otras cuatro veces concejal, tres por el distrito de Sagrario-Magdalena y una por el de San Justo. Alcalde interino de Granada en 1895, el día 16 de diciembre de ese mismo año fue nombrado alcalde, hasta 1897, cargo que renovó para otros dos años. Sin embargo, tras la muerte de Cánovas y caída del partido conservador, abandonó la alcaldía. Durante su etapa como alcalde, Antonio Alonso Terrón le atribuye el adoquinado de la calle de Reyes Católicos y el derribo de la posada de las Imágenes para el ensanche de la Puerta Real. Al constituirse el Ayuntamiento en 1899 fue elegido primer teniente de alcalde, cargo que desempeñó hasta 1901. En el periodo comprendido entre el 24 de diciembre de 1907 y el 8 de noviembre de 1909 volvió a ocupar el cargo de alcalde granadino.
Vicedirector también de la Sociedad Económica de Amigos del País de Granada, fue condecorado con la encomienda y la cruz de Isabel la Católica y con la cruz de Carlos III. Perteneció igualmente a la comisión permanente de Pósitos, al Consejo de Agricultura, Industria y Comercio y a la junta directiva del Liceo Artístico y Literario. En su faceta como periodista fue director del periódico La Lealtad.